# Tosterön

Tosterön är en ö i Mälaren i Strängnäs kommun, Södermanlands län. 
Tosteröns södra del omfattades av Strängnäs socken och den norra delen av Aspö socken. På södra delen av ön, mittemot Strängnäs, ligger tätorten Abborrberget. Dit räknas även Sundby.
Tosterön är en större ö norr om Strängnäs som har byggts upp av det som under vikingatiden bestod av flera öar. Över Aspö och Tosterön har enligt tradition de gamla sveakungarnas eriksgata gått fram. Ett annat inslag av historia är Gislestenen, som inte är en runsten i vanlig bemärkelse, eftersom runorna är direkt inristade i berget. På ön finns bland annat en badplats vid Oknöbron och ett färjeläge där båten mot Arnö går.  
I Jan Guillous bok Arvet efter Arn berättas om hövdingen Ivar Blå. Enligt vad kyrkoherden i Aspö skrev 1668, bodde han vid Mageröby i närheten av Bårreholm och han gavs hela hedern av att Birger jarls son Valdemar valdes till kung.
I Abborrberget låg mentalsjukhuset Sundby sjukhus som var aktivt från början av 1920-talet till slutet av 1980-talet.